# アラオナ族
アラオナ族（Araona）は、南アメリカ大陸のボリビア多民族国に居住する数百人程度の少数民族。

## 概要
アラオナ族に関する記録は1867年1月にフランシスコ会の宣教師マヌエル・マンシーニとフィデル・コデナハによって報告されたものがもっとも古く、ボリビア北部のアマゾン地域に広範囲に分布する最大の民族グループであったとされる。しかし現地で良質のゴムノキが産出されることが明らかとなると先住民族であったアラオナ族はシリコンゲーロたちの手によって労働キャンプへと強制的に連行されるようになり、その社会は崩壊した。アラオナ族は強制労働から逃れるために四散し、人口を激減させた。
1964年、少数民族保護グループの支援によってマヌパレ川周域にコミュニティが再建され、現在に至っている。

## 言語
タカナ語族に属するアラオナ語を解する。カリナ語、カビネニャ語とも呼ばれる。アラオナ族の中にあって近年はスペイン語を解する者も増加しつつある。再興がなされたマヌパレ川域において学校が建設されており、独自の文化と伝統を伝える中でアラオナ語の学習も実施されている。

## 社会
父系社会を構成しているアラオナ族は、一夫一婦制のもと核家族を最小単位としてアマゾンの森の中に点在して居住し、採集や狩猟を行って生活を営む。かつては政治的首長が存在していたが、再興された現在は特定のリーダーを持たず、分業の概念も持たない。
アラオナ族はアニミズムを信仰しており、生命は神々が創造したものであると伝えられる。独自の創世神話を保持し、創造神ババ・ホテをはじめとするババ一族を奉り、宗教儀式（マロカ）を実施している。死者は生前の愛用品などと一緒に土葬される。